# 摩羅泰島
摩罗泰岛县是印度尼西亚北马鲁古省的一个县，辖境主要是摩罗泰岛，該島是印尼最北端的島嶼之一。2010年人口普查共有52,860人。

## 历史
在15到16世纪，摩罗泰岛主要在强大的特尔纳特苏丹国控制之下。
16世纪中期，摩罗泰岛是葡萄牙耶稣会传教士的传教点。17世纪时，特尔纳特苏丹国通过多次强迫居民外移而进一步控制摩罗泰岛。早期将人口迁至哈马黑拉岛西海岸的小镇Dodinga，之后在1627年和1628年时，特尔纳特的苏丹·哈姆扎（Sultan Hamzah）将许多岛上的基督徒迁至特尔纳特岛上的Malayu，苏丹国在那里更容易控制这些基督徒。由於這個歷史背景，至今摩羅泰島的基督徒仍佔島民人口的40%以上。
2008年11月26日，印尼议会批准2008年第53号法案宣布从北哈马黑拉县分设摩罗泰岛县。

### 二战

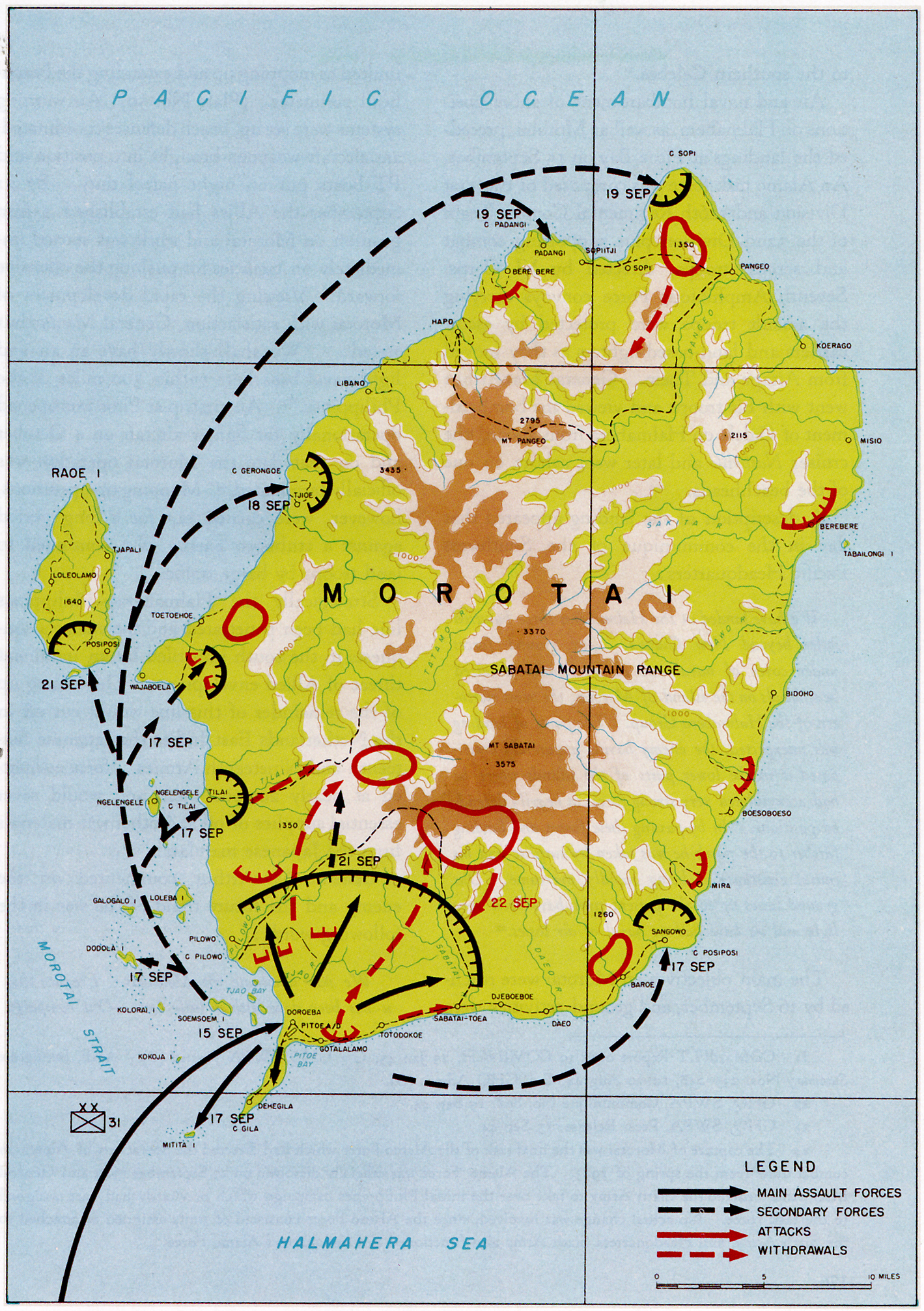
描述摩罗泰岛战役的地图

摩罗泰岛在1942年初被日军占领。1944年9月摩羅泰島戰役美军收复岛屿南部平原，并以此作为1945年初盟军反攻菲律宾以及5、6月反攻婆罗洲的中转站。摩羅泰島原本規劃為盟軍1945年10月進攻爪哇日軍的基地，但日本於8月即已投降。戰後30年，阿美族台籍日本兵中村輝夫（後改名李光輝）于1974年12月在島內叢林中被發現，他在摩罗泰岛战役中与部队失去联络，便独自在丛林中等待援军，靠著野外求生技能继续躲藏，从此过了31年鲁滨逊漂流荒岛般的生活。

## 地理

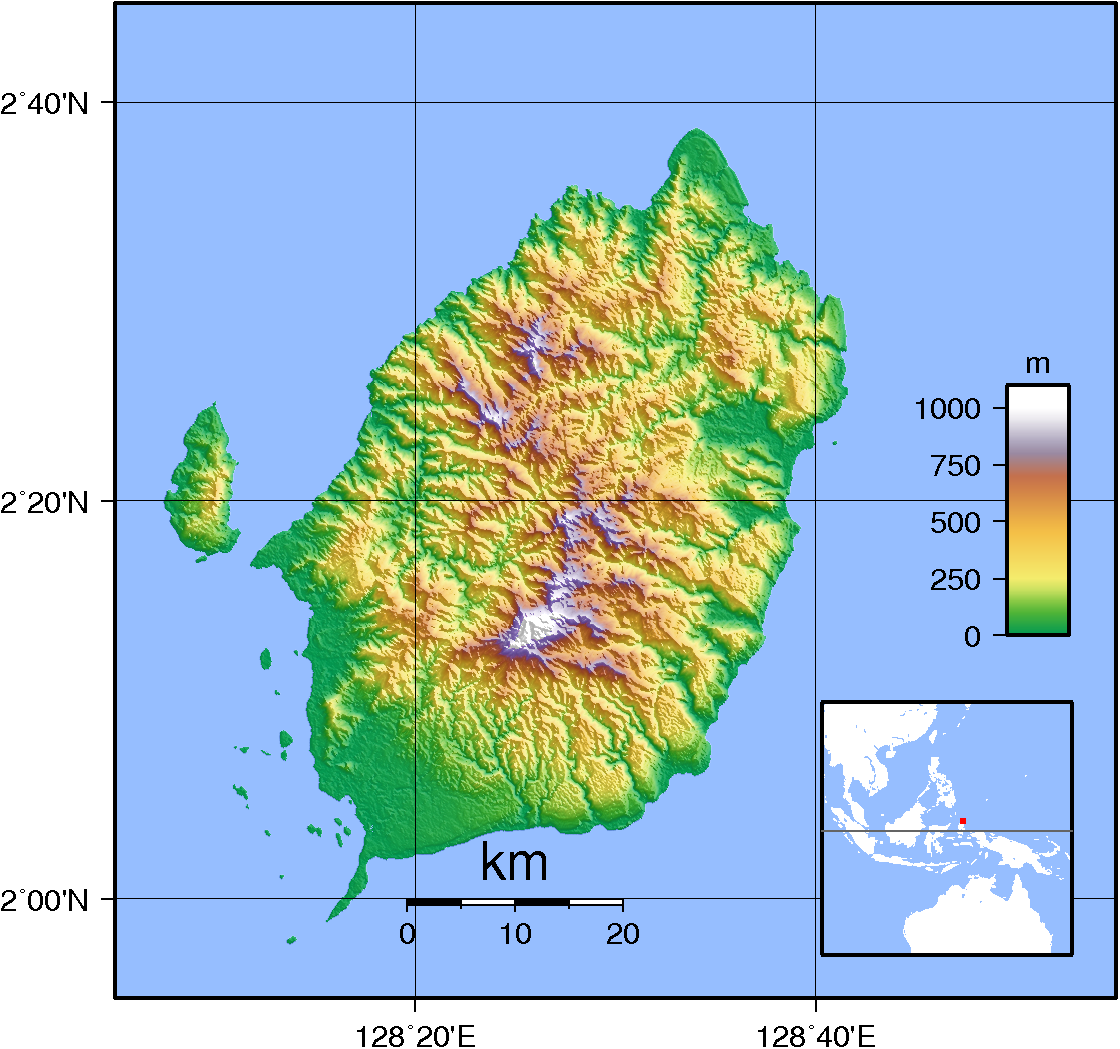
摩罗泰岛的地形图

摩罗泰岛是位于哈马黑拉岛以北、崎岖且森林密布的岛屿，面积1,800平方（690平方英里），南北延伸80（50英里），宽不超过42（26英里）。摩罗泰岛县的最大城镇是坐落在岛南海岸的达鲁巴，摩罗泰岛的大部分村落都是沿海的定居点，一条链接东海岸的铺装公路起于达鲁巴，最终到达摩罗泰岛东海岸的主要城镇贝雷贝雷（Berebere），长约68（42英里）。

## 行政区划
摩罗泰岛县下分5个区（Kecamatan），各区在2010年人口普查的列表：
| 区                               | 人口 2010普查 |
| -------------------------------- | ------------- |
| Morotai Selatan 南摩罗泰         | 17,547        |
| Morotai Timur 东摩罗泰           | 7,779         |
| Morotai Selatan Barat 西南摩罗泰 | 18,857        |
| Morotai Jaya 大摩罗泰            | 7,067         |
| Morotai Utara 北摩罗泰           | 9,226         |

## 经济
岛上森立茂密，生产木材和树脂，并有自给自足的渔业，擁有黃金、鐵礦石等自然潛藏資源，以及海洋觀光旅遊的潛力。在2010年10月，印尼政府洽談中华民国协助开发这个岛屿。哈马黑拉发展与投资公司（PT Halmahera Development & Investment）于2011年在摩罗泰岛上寻找开发生态旅游产业。
一個非營利組織小型計劃Helping Morotai展開中，幫助莫羅泰島的人民生計和兒童生活。

### 经济特区
摩罗泰经济特区于2014年落成，主要发展渔业、物流和旅游业，经济特区面积1101.76公顷。甲霸贝卡（Jababeka）是获得印尼政府授权的摩罗泰经济特区开发商，中国大陆万达集团和台湾庆富集团等企业也参与摩岛经济特区的开发。

### 机场
莱奥·瓦蒂梅纳机场 (Leo Wattimena Airport) 原本是二戰期間盟軍建立的機場，機場原名為'Pitu'，意思是七，因為基於當年的戰術需求，機場建有七條起降跑道。目前北马鲁古省政府正努力升級該機場為国际机场，以促进觀光旅游发展。

## 资料来源
1. ↑  Law Number 53 of the Year 2008 about the Formation of Morotai Island Regency in North Maluku Province 
2. ↑  .   [2017-05-09]. （原始内容存档于2017-07-15）.
3. ↑  .   [2017-04-29]. （原始内容存档于2011-07-26）.
4. ↑  .   [2017-04-29]. （原始内容存档于2018-04-08）.
5. ↑  https://www.facebook.com/pages/Help-Morotai-Indonesia/129940680454616.
6. ↑  . www.kemlu.go.id. 印度尼西亚驻广州总领事馆. 2015-07-15  [2017-09-22]. （原始内容存档于2017-09-23）.
7. ↑  . eunited.com.my. 联合在线. 2016-07-25  [2017-09-22]. （原始内容存档于2019-12-19）.
8. ↑  .   [2017-04-29]. （原始内容存档于2017-06-06）.